# K-77
К-77 — советская и российская дизель-электрическая подводная лодка с с крылатыми ракетами проекта 651, построенная на верфи Красное Сормово для ВМФ СССР.

## Строительство и испытания
Лодка была заложена 31 января 1963 года на заводе Красное Сормово в городе Горький, спущена на воду 11 марта 1965 года. В июне 1965 года совершила переход в плавдоке по Волге, Беломоро-Балтийскому каналу в Беломорск, а затем своим ходом прибыла в Северодвинск. С июля по сентябрь 1965 года прошла заводские и государственные ходовые испытания. В октябре 1965 года завершена внутренняя отделка. Вступила в строй 31 октября 1965 и 19 ноября 1965 вошла в состав Северного флота ВМФ СССР. Была зачислена в состав 35-й ДиПЛ 1-й Краснознаменной ФлПЛ КСФ с базированием на губу Малая Лопаткина (Западная лица, Мурманская область).

## История службы
В ноябре 1965 года совершила переход к месту постоянной дислокации. С 1966 по 1969 годы неоднократно участвовала в учениях Северного флота. Май-август 1969 года — первая боевая служба. В сентябре 1969 года совершила переход к новому месту постоянной дислокации — б. Ура-Губа (п. Видяево). В течение апреля-мая 1970 года несла боевую службу в Средиземном море и принимала участие в маневрах «Океан». В 1971—72 годах был произведен средний ремонт на СРЗ-35 г. Мурманска. В течение 1973 года успешно выполнены торпедные и ракетные стрельбы. С 3 мая по 23 ноября 1974 года боевая служба в Средиземном море, в составе 5 эскадры ВМФ СССР. Выполняла задачу по слежению за авианосцами 6 флота ВМС США «Америка», «Форрестол» и «Индепенденс». Был проведен межпоходовый ремонт, пополнение запасов и отдых экипажа в г. Александрия (Арабская Республика Египет) с 26 июля по 4 августа 1974 г. С 20 декабря 1975 года по 10 апреля 1976 года боевая служба в Центральной Атлантике. 30 марта 1976 г. в 01:30 произошёл пожар в 5 отсеке на ППС 3-4 групп аккумуляторных батарей. Применением ЛОХ (система объемного тушения с использование фреона) пожар потушен. Из-за несанкционированной подачи фреона в 7 отсек вместо 5 отсека погибли стоящие на вахте командир электротехнической группы капитан-лейтенант Кочнев Анатолий Алексеевич и командир отделения мотористов старшина 1 статьи Тоос Пауль Карлович, несший вахту на ДАУ (дистанционное автоматическое управление) дизелей. Надев маски ИДА-59, они потеряли сознание и не смогли открыть клапана, что вызвало кислородное голодание с летальным исходом. 9 человек, которые спали в отсеке, пришли в сознание после дыхания кислородом с помощью корабельного врача. После возвращения в базу они были признаны годными к службе на подводных лодках. В течение 1976—77 годов был выполнен средний ремонт на СРЗ-35 в г. Мурманск. 25 июля 1977 года подводной лодке присвоен тактический номер «Б-77». С декабря 1979 года по 10 июля 1980 года — боевая служба в Средиземном море. С 10 июля по 29 сентября 1981 года — боевая служба в Средиземном море. С 1988 года подводные лодки проекта 651 постепенно начали выводить из состава флота. В августе 1991 года совершен переход к новому месту дислокации в городе Лиепая (Латвия), 56 бригада ракетных подводных лодок. В декабре 1993 года спущен военно-морской флаг, и подводная лодка выведена из состава ВМФ РФ.

## После вывода из состава флота

### Финляндия
В начале 1990-х финский бизнесмен Яри Комулайнен, который был женат на дочери президента Финляндии Мауно Койвисто, использовал свое влияние, чтобы убедить российское правительство сдать ему в аренду подводную лодку проекта 641. Комулайнен использовал его в качестве туристической достопримечательности в Хельсинки. В 1994 году он приобрел две подводные лодки проекта 651, одна из которых заменила Foxtrot в 1994 году, став баром и рестораном. Комулайнен также провел конкурс красоты «Мисс подводная лодка» на своей советской подводной лодке К-77. Как ресторан К-77 был довольно успешным, но недостаточно прибыльным по мнению Комулайнена. В 1998 году он сдал свою подводную лодку в аренду канадской компании сроком на пять лет с ежегодной выплатой в размере 200 тысяч долларов. Канадцы отбуксировали ее в Тампа-Бей, штат Флорида, но предполагаемое место швартовки в гавани оказалось слишком мелким. Инвесторы были вынуждены оставить подводную лодку на рейде и доставлять туристов на катерами. Вскоре канадская фирма подала заявление о банкротстве и К-77 вернулась к Комулайнену.

### Попытка продажи на eBay
Комулайнен не хотел повторно выполнять буксировку через Атлантический океан и вместо этого попытался дважды выставить подводную лодку на аукцион eBay. Аукционы начинались с 1 млн долларов США, но никаких предложений получено не было.

### Фильм К-19
Попытка продажи на аукционе привлекла внимание кинокомпании Intermedia Film Equities Ltd., которая зарендовала К-77 за 200000 долларов США. В 2000 году компания отбуксировала ее в Галифакс в Новой Шотландии, чтобы она стала съемочной площадкой для фильма К-19, в главной роли с Харрисон Форд и Лиам Нисон. Внешний вид лодки был изменен с помощью накладок из стекловолокна, чтобы сделать ее похожей на подводную лодку К-19.

### Музей
После окончания съемок фильма в 2002 году, подводная лодка была приобретена американским фондом музея авианосца «Саратога». Её отбуксировали в Провиденсе штат Род-Айленд и открыли для посещения. На К-77 предлагались публичные экскурсии и комплексную образовательную программу. Первоначально музей обозначал её в пресс-релизах как К-81. Музей потратил несколько месяцев на ремонт внутренних помещений, в том числе были произведены удаление нескольких переборок и перемещение больших единиц оборудования. В ходе него были найдены документы (отчеты о техническом обслуживании, радиосообщения, записи в журналах), которые дали неопровержимые доказательства того, что это подводная лодка К-77, а не К-81, как считалось ранее.
18 апреля 2007 года подводная лодка после сильного шторма получила повреждение прочного корпуса и впоследствии затонула. Было разработано несколько планов ее подъёма со дна реки. Работы по подъёму были начаты в июне 2008 года водолазами ВМС и армии США в рамках проекта по обучению военных водолазов. 2 июня 2008 года в Норфолк прибыли водолазы из второго мобильного водолазно-спасательного отряда и начали подготовку к подъему подводной лодки. 25 июля 2008 года она была поднята на поверхность. Работы по откачке воды были завершены в августе 2008 года, но подводная лодка была сильно повреждена и нуждалась в дорогостоящем ремонте. 11 августа 2009 года подводная лодка была отбуксирована и сдана на металлолом.

## Командиры
1. Борисов Б. С. (1962);
2. Белошников В. И. (03.1963 — 12.1964);
3. Калашников Н. Н. (12.1964 — 1967);
4. Мочалов В. В. (1967—1969);
5. Левин А. И. (1969-1976-1979?);
6. Колот Н. И. (1979?-1979?);
7. Андреев В. П. (19.07.1979-1989);
8. Басаков С. В. (1989—1992);
9. Дегтярев А. Н. (1992 — 04.1994).

## Галерея

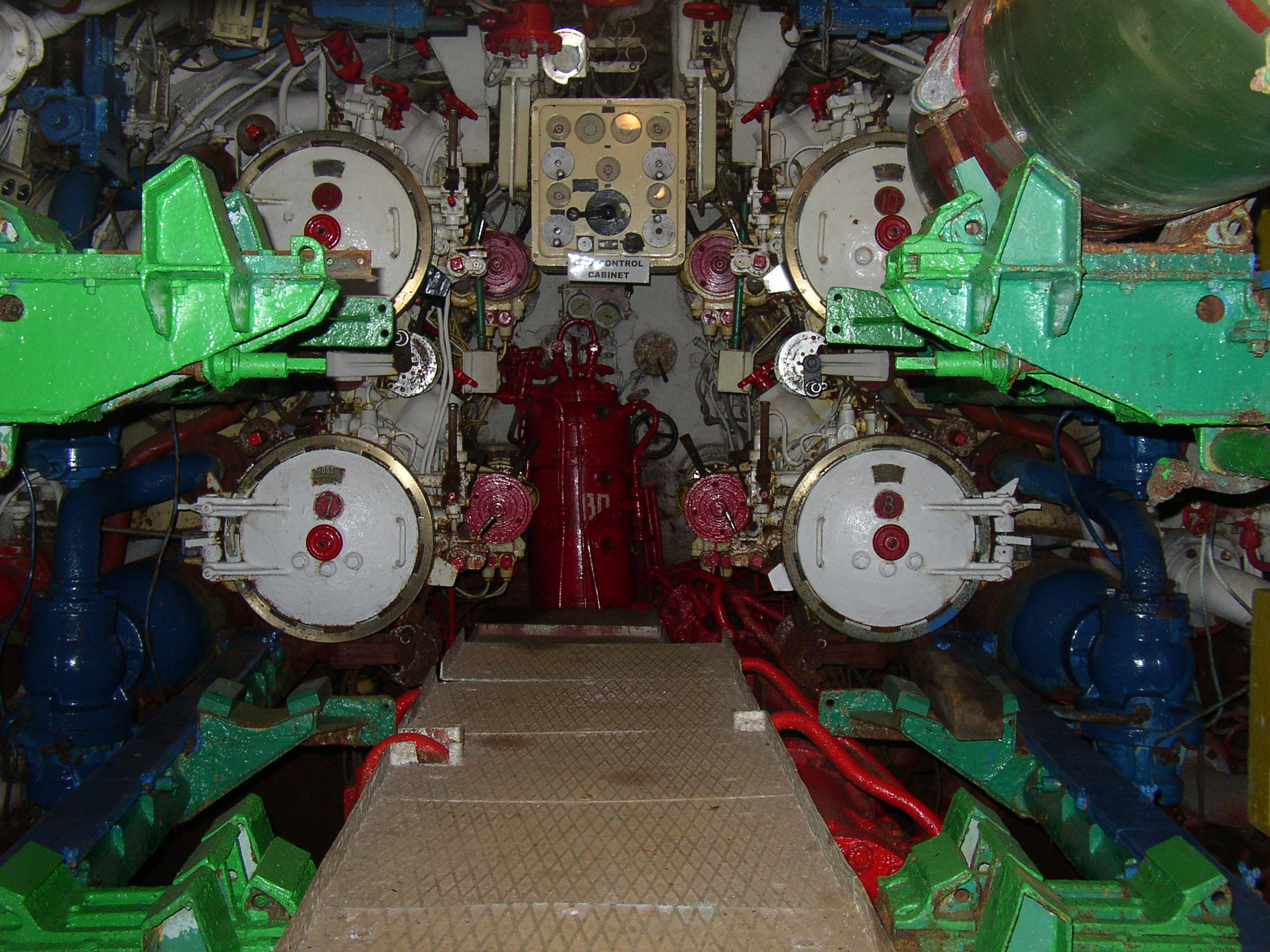
Торпедный отсек
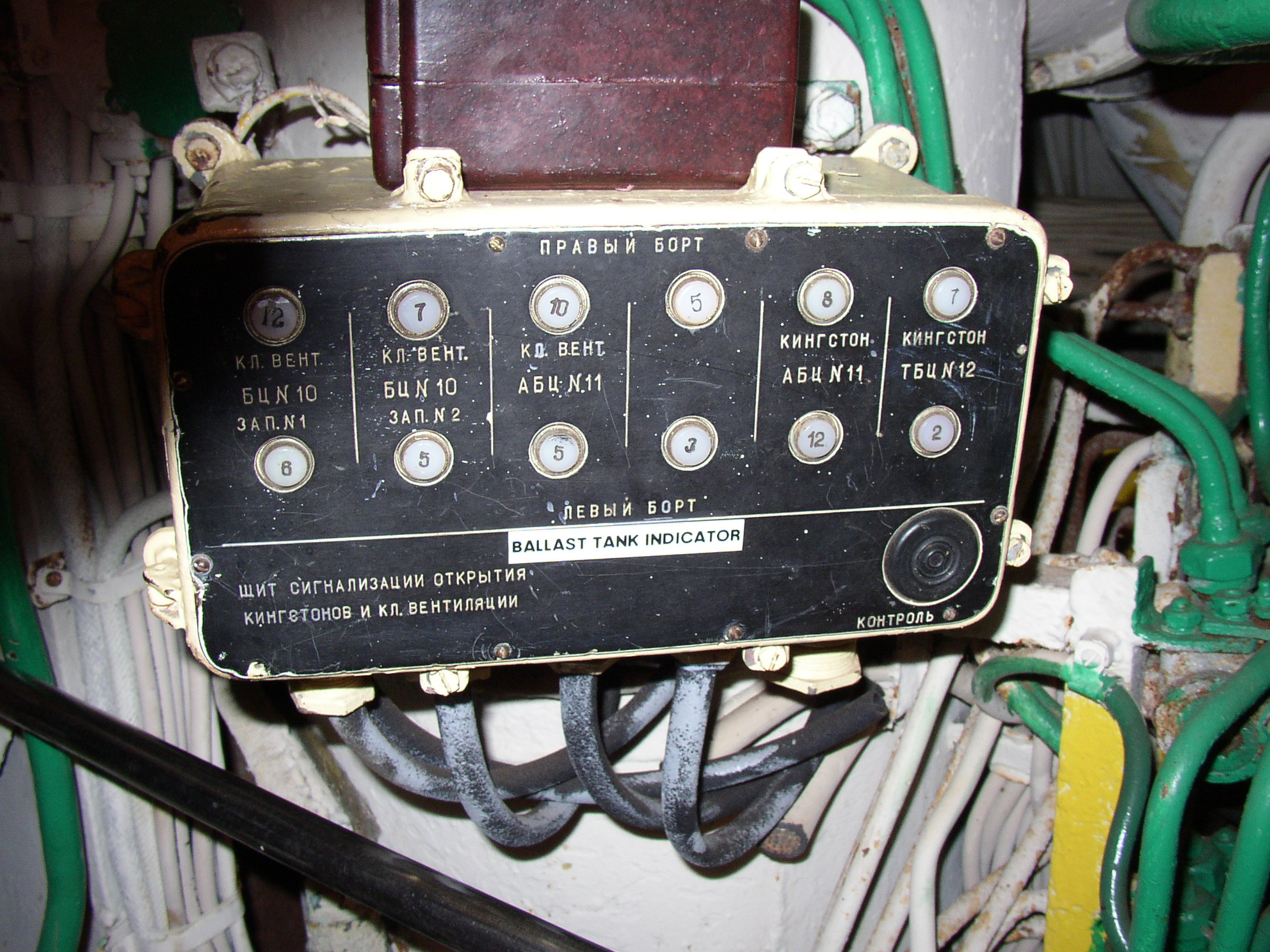
Щит сигнализации открытий кингстонов и кл.вентиляции
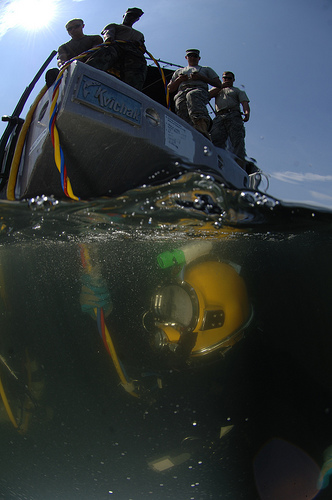
Водолазы проводят работы по подъему лодки